# DGO
DGO (anteriormente DIRECTV GO) es un servicio de streaming de Vrio Corp., subsidiaria del Grupo Werthein. Fue lanzada originalmente el 15 de noviembre de 2018, en Argentina, Chile, Colombia, y se puede acceder a través del sitio web o mediante aplicaciones para Android y iOS. El 30 de noviembre de 2020 llegó a Brasil.

## Historia
El servicio es una plataforma OTT que transmite contenido por medio del internet. A diferencia de otros sitios de streaming como Netflix, Prime Video, Disney+, HBO Max, ViX Premium o Paramount+, DGO destaca por tener tanto contenido bajo demanda (el cual incluye películas, series y programas de televisión) como también canales de televisión en vivo. Los clientes de televisión satelital de DIRECTV pueden acceder a la plataforma sin necesidad de un pago adicional.
El servicio expandió su área de cobertura el 24 de junio de 2019 con la adición de Ecuador, Perú y Uruguay. El 24 de marzo de 2020, fue lanzado en Méxicoy a fines de ese mismo año, hizo su debut en Brasil.Si bien Vrio es dueña de la operadora satelital Sky en ese país, sus suscriptores no tienen acceso gratuito a DIRECTV GO. El 11 de octubre de 2022, cambió su nombre a DGO.El 6 de diciembre de 2023, DGO deja Brasil y es renombrado como Sky+. 

## Contenido
120 canales están disponibles en el plan básico, incluidas emisoras de señal abierta para cada país. HBO Max, Disney+ y Paramount+ también se encuentran disponibles como paquetes premium para contratar. 
Además, DGO posee un catálogo de películas, series y programas de televisión. Cabe agregar que se admiten un máximo de dos transmisiones simultáneas utilizando la misma suscripción.

## Disponibilidad
Los dispositivos compatibles incluyen tabletas y teléfonos inteligentes Android, iOS (incluido iPad OS) y Windows Phone, navegadores con Google Chrome, Mozilla Firefox, Microsoft Edge, Safari y Opera, computadoras con Windows y macOS, televisores y reproductores multimedia equipados con Android TV, Amazon Fire TV y Fire TV Stick, Chromecast, Apple TV, Roku, Elsys y Televisión inteligente fabricados por Samsung (Tizen OS), Sony (Android TV), LG (Web OS), Hisense (Vidaa) entre otros